# Сельское поселение «Посёлок Дормидонтовка»
Се́льское поселе́ние «Посёлок Дормидонтовка» — муниципальное образование в Вяземском районе Хабаровского края Российской Федерации.
Административный центр — посёлок Дормидонтовка.

## История
Статус и границы сельского поселения установлены Законом Хабаровского края от 28 июля 2004 года № 208 «О наделении посёлковых, сельских муниципальных образований статусом городского, сельского поселения и об установлении их границ».

## Население
| 2010  | 2011  | 2012  | 2013  | 2014  | 2015  | 2016  |
| ----- | ----- | ----- | ----- | ----- | ----- | ----- |
| 1426  | ↘1416 | ↘1390 | ↘1371 | ↘1337 | ↗1355 | ↘1336 |
| 2017  | 2018  | 2019  | 2020  | 2021  |       |       |
| ↗1356 | ↗1357 | ↗1379 | ↗1402 | ↘1222 |       |       |

## Состав сельского поселения
| № | Населённый пункт | Тип населённого пункта          | Население |
| - | ---------------- | ------------------------------- | --------- |
| 1 | Дормидонтовка    | посёлок, административный центр | ↘1222     |